# Księżniczka dolara
Księżniczka dolara (niem.: Die Dollarprinzessin) – operetka Leo Falla w trzech aktach z 1907 roku. Premiera miała miejsce 2 listopada 1907 roku w Wiedniu. Libretto zostało napisane przez Alfreda Marię Willnera i Fritza Grünbauma.

## O utworze
W trzy i pół miesiąca po sukcesie Wesołego chłopa, 2 listopada 1907 roku Fall wystawił Księżniczkę dolara odnosząc kolejny sukces. Libretto A. M. Willnera i Fritza Grünbauma stanowi wariacje na temat Poskromienia złośnicy, przeniesione w realia XX-wiecznej Ameryki. Katarzyna przeobraziła się w zarozumiałą Alice, córkę króla węgla Coudera, Petrucchio natomiast w dumnego Freddy'ego Wehrburga. Źródło komizmu utworu tkwi, podobnie jak w Wesołym chłopie, w zderzeniu dwóch diametralnie różnych środowisk: europejskich arystokratów szukających pieniędzy i amerykańskich i nowobogackich milionerów poszukujących herbów i arystokratycznych koligacji Nieprawdopodobieństwa fabuły ratuje wdzięczna i melodyjna muzyka Falla. Do najlepszych fragmentów operetki należą walc Alce i Freda z I aktu Hm la la la, piosenka Alice Wigl wagl wigl wagl, my monkey, a także duet Daisy i Hansa W kółeczko w kółeczko wciąż. Operetka cieszyła się wielkim powodzeniem w całej Europie i za oceanem. Polska premiera miała miejsce 28 marca 1908 roku w Warszawie, w roli Alice wystąpiła wówczas Wiktoria Kawecka.

## Osoby
- John Couder, prezes trustu węglowego
- Alice, jego córka
- Daisy, jego siostrenica
- Tom, jego brat
- Dick, jego siostrzeniec
- Fred Wehrburg
- Hans von Schlick, baron
- Ila Valgodesco, szansonistka i cyrkówka z Europy
- pani Thompson, gospodyni Freda
- James, kamerdyner u Couderów
- Bill, szofer Coudera[4]